# Do szopy, hej pasterze
Do szopy, hej pasterze – polska pastorałka anonimowego autorstwa, kolęda wykonywana w okresie świąt Bożego Narodzenia.

## Tekst i melodia
Pierwsza publikacja dwóch zwrotek pastorałki pojawiła się w 1931 roku w śpiewniku Śpiewajmy Panu! Ottona Mieczysława Żukowskiego. Autor śpiewnika odnotował, iż melodia pochodzi ze wschodniej Małopolski. Więcej zwrotek i nuty anonimowego autorstwa pojawiły się w druku w 1938 roku w Największej kantyczce Albina Józefa Gwoździowskiego.

## Wykonania
Pastorałka znajduje się w repertuarze polskich wokalistów, którzy wydali ją na swoich albumach z muzyką świąteczną.
| Wykonawca                         | Album                         | Rok  | Nośnik |
| --------------------------------- | ----------------------------- | ---- | ------ |
| Irena Santor                      | Witaj gwiazdko złota          | 1972 | LP     |
| In Tune                           | Christmas                     | 1987 | LP     |
| Alibabki                          | Wesołych świąt                | 1989 | LP     |
| Danuta Mizgalska                  | Kolędy                        | 1991 | CC     |
| Irena Santor                      | Gdy się Chrystus rodzi        | 1992 | CD     |
| Stanisław Sojka                   | Kolędy                        | 1992 | CD     |
| Trebunie Tutki                    | Kolędy góralskie              | 1993 | CD     |
| Jerzy Połomski                    | Bóg się rodzi                 | 1994 | CD     |
| Krzysztof Krawczyk                | Kolędy i piosenki świąteczne  | 1995 | CD     |
| VOX                               | Najpiękniejsze kolędy polskie | 1996 | CD     |
| Eleni                             | Kolędy polskie cz. II         | 1997 | CD     |
| Krystyna Giżowska                 | Najpiękniejsze kolędy         | 1998 | CD     |
| Jacek Lech                        | Kolędy                        | 1998 | CD     |
| Wawele i goście                   | Najpiękniejsze kolędy polskie | 2000 | CD     |
| Mateo Pospieszalski               | Kolędy solo                   | 2008 | CD     |
| De Press                          | Kolędy                        | 2008 | CD     |
| Antoni Długosz, Traykoty          | Powitajmy Maleńkiego          | 2012 | MP3    |
| Adam Chrola                       | Najpiękniejsze kolędy         | 2012 | CD     |
| Mazowsze                          | Kolędy i pastorałki           | 2014 | CD     |
| Bożena Mielnik Band               | Chwalmy Pana                  | 2015 | MP3    |
| Michał Bajor                      | Kolędy 2018                   | 2018 | CD     |
| Golec uOrkiestra                  | Kolędy                        | 2019 | CD     |
| Karimski Club                     | Kolory Świąt                  | 2019 | CD     |
| Krzysztof Kiljański, Witold Cisło | Kolędy                        | 2020 | MP3    |
| Arka Noego                        | Nowe kolędy                   | 2021 | CD     |

Improwizację na temat kolędy Do szopy, hej pasterze wydał na swej płycie Kolędy polskie Włodek Pawlik w 2013 roku.